# Earl of Scarbrough

Wappen der Earls of Scarbrough

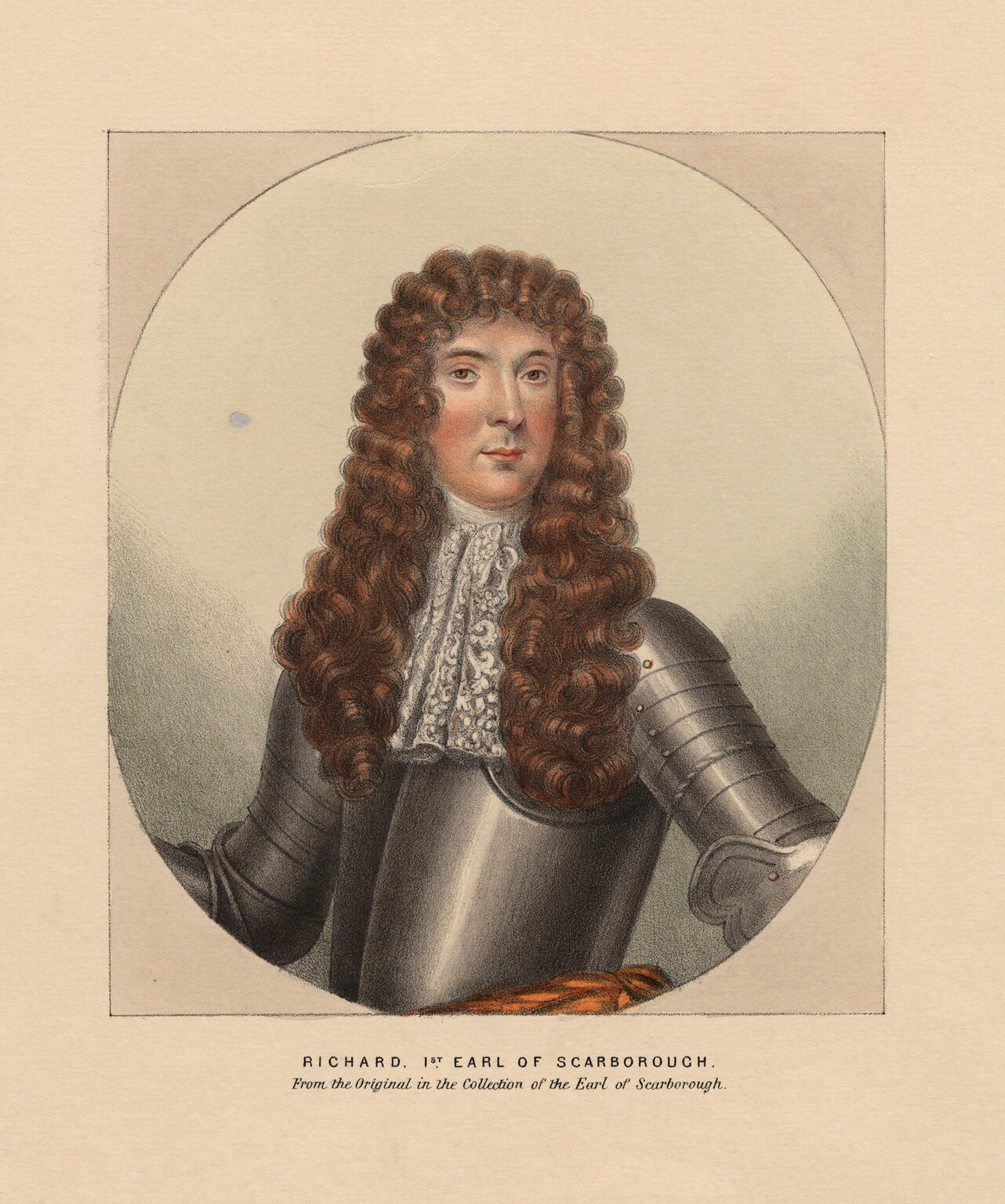
Richard Lumley, 1. Earl of Scarbrough

Earl of Scarbrough ist ein erblicher britischer Adelstitel in der Peerage of England, benannt nach der Stadt Scarborough in North Yorkshire.
Familiensitz der Earls war früher Lumley Castle im County Durham und ist heute Sandbeck Park in Maltby in South Yorkshire.

## Verleihung und nachgeordnete Titel
Der Titel wurde am 15. April 1690 für Richard Lumley, 2. Viscount Lumley, geschaffen. Er gehörte zu den sieben Peers, die 1688 Wilhelm von Oranien eingeladen hatten, mit einer Armee nach England überzusetzen.
Er hatte bereits 1663 von seinem Großvater Sir Richard Lumley (1589–1663) den Titel Viscount Lumley, of Waterford, geerbt, der diesem 1628 in der Peerage of Ireland verliehen worden war. Zudem war er in der Peerage of England 1681 zum Baron Lumley, of Lumley Castle in the County of Durham, und 1689 zum Viscount Lumley, of Lumley Castle in the County of Durham, erhoben worden.

## Liste der Earls of Scarbrough (1690)
- Richard Lumley, 1. Earl of Scarbrough (1650–1721)
- Richard Lumley, 2. Earl of Scarbrough (1686–1739)
- Thomas Lumley-Saunderson, 3. Earl of Scarbrough (um 1691–1752)
- Richard Lumley-Saunderson, 4. Earl of Scarbrough (1725–1782)
- George Lumley-Saunderson, 5. Earl of Scarbrough (1753–1807)
- Richard Lumley-Saunderson, 6. Earl of Scarbrough (1757–1832)
- John Lumley-Savile, 7. Earl of Scarbrough (1761–1835)
- John Lumley-Savile, 8. Earl of Scarbrough (1788–1856)
- Richard Lumley, 9. Earl of Scarbrough (1813–1884)
- Aldred Lumley, 10. Earl of Scarbrough (1857–1945)
- Lawrence Lumley, 11. Earl of Scarbrough (1896–1969)
- Richard Lumley, 12. Earl of Scarbrough (1932–2004)
- Richard Lumley, 13. Earl of Scarbrough (* 1973)

Mutmaßlicher Titelerbe (Heir Presumptive) ist der Bruder des jetzigen Earls, Hon. Thomas Henry Lumley (* 1980).